# Fuente-Olmedo
Fuente-Olmedo ist ein nordspanischer Ort und eine Gemeinde (municipio) mit 42 Einwohnern (Stand: 2024) in der Provinz Valladolid in der autonomen Region Kastilien-León. 

## Geografie
Fuente-Olmedo liegt im Süden der Provinz Valladolid etwa 30 Kilometer südlich vom Stadtzentrum von Valladolid in einer Höhe von ca. 790 m. 

## Bevölkerungsentwicklung
| 293 | 336 | 129 | 92 | 67 | 58 | 45 | 35 |

## Sehenswürdigkeiten
- Johanniskirche

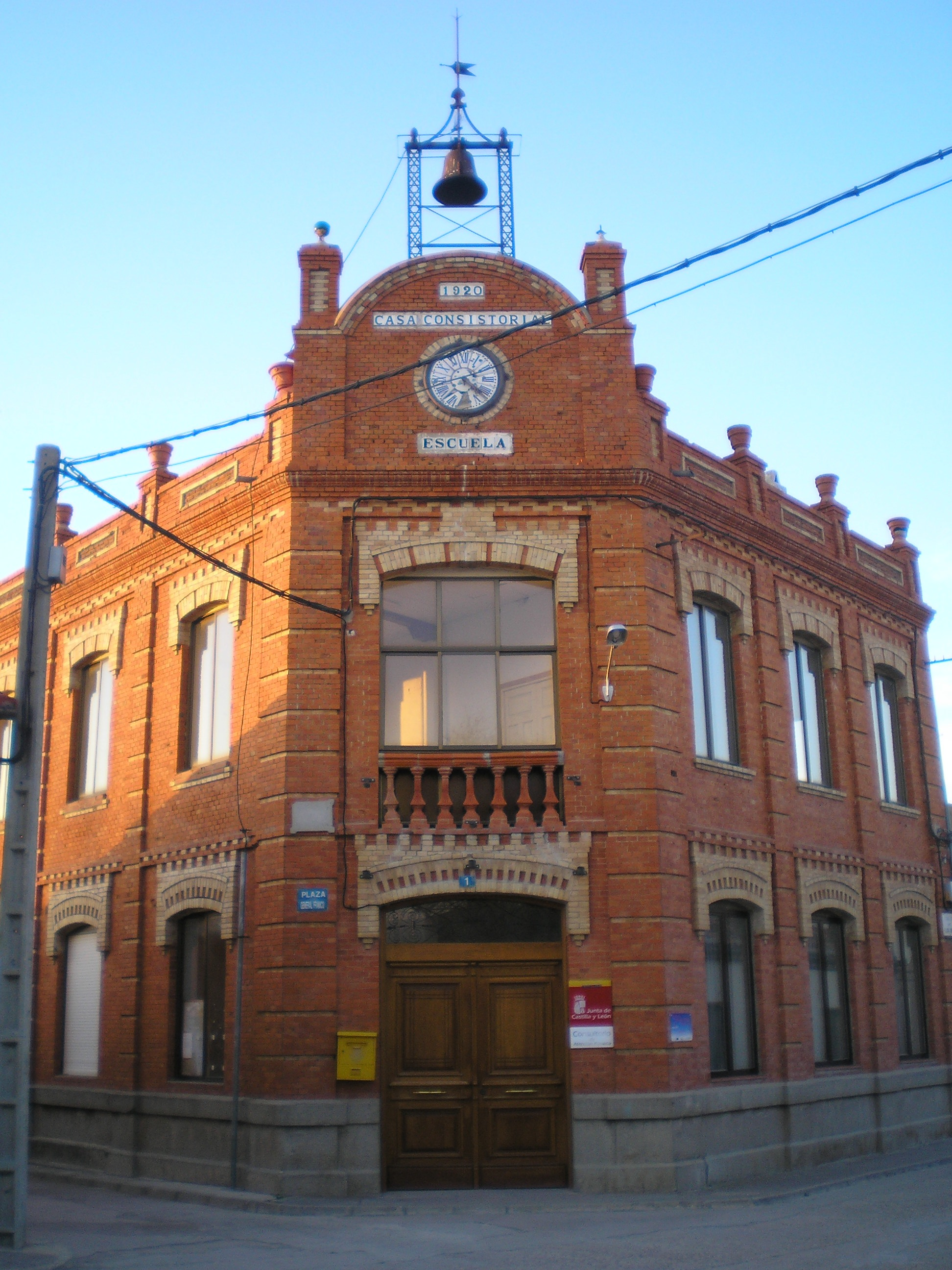
Rathaus